# Juan Antonio Turiel Furones
Juan Antonio Turiel Furones (n. 1913 - 1 de gener de 1976) va ser un polític espanyol
Va néixer a la localitat zamorana de Micereces de Tera el 2 de maig de 1913. Va ser militant del Partit Socialista Obrer Espanyol (PSOE). Després de l'esclat de la Guerra civil es va unir a les forces republicanes, arribant a formar part del comissariat polític de l'Exèrcit Popular de la República. En qualitat de tal, durant el transcurs de la contesa exerciria com a comissari de les brigades mixtes 57a i 151a, lluitant en els fronts del Centre i Aragó.
Cap al final de la guerra civil va passar a l'exili a França, a pocs mesos de l'esclat de la Segona Guerra Mundial. L'agost de 1944 va ser detingut pels nazis en Compiègne i deportat al camp de concentració de Dachau. Al final de la contesa seria alliberat, al costat d'altres interns espanyols.